# Incensiere Tiangong

Incensiere Tiangong nel cortile del Palazzo Nan Yao di Changhua.

L'incensiere Tiangong (zh. 天公爐S, Tian gong luP) è un tipo speciale di bruciatore di incenso utilizzato per l'adorazione dell'Imperatore di Giada (zh. 玉皇S, Yù HuángP o 玉帝S, Yù DìP), il sovrano del paradiso nella mitologia cinese, la divinità di rango più elevato cui i praticanti della religione tradizionale cinese, soprattutto a Taiwan, chiedono d'intercedere per loro conto presso le altre divinità. Per questo motivo, l'Imperatore di Giada non viene onorato con delle effigi ma con l'apposito incensiere.
I Tiangong sono solitamente di forma tondeggiante e poggianti su treppiede, anche se ve ne sono di forma squadrata. Gli stilemi decorativi prevedono solitamente una coppia di draghi che afferrano delle perle ed altri draghi in movimento sulle maniglie. In passato, la maggior parte degli incensieri erano fatti di pietra o ferro ma oggi è raro trovare grandi incensieri metallici precedenti alla dominazione giapponese (1895–1945), quando molti furono fusi e riutilizzati.

## Classificazione

### Uso domestico
La forma e la posizione del Tiangong, nell'uso domestico (quando presente), variano a seconda delle tradizioni e delle convenzioni dei diversi popoli cinesi. Nella sola Taiwan, oggetto di numerose ondate migratorie provenienti dalla Cina continentale (v.si Storia di Taiwan), si possono considerare i seguenti casi:
- gli Hoklo di Taiwan (una popolazione di etnia Han migrata nell'isola dal Fujian meridionale) appendono chiamano Tiangong l'incensiere appeso al centro della trave del corridoio di casa. È appeso a quattro catene simboleggianti i Quattro Re Celesti responsabili dei quattro punti cardinali e delle quattro stagioni.[4]
- i cinesi originari dell'importante porto di Zhangzhou insediati a Taiwan utilizzano invece incensieri a tre e non quattro catene simboleggianti i Tre grandi imperatori-ufficiali (zh. 三官大帝S, Sānguān DàdìP), responsabili dei regni di cielo, terra e acqua, nonché diretti e principali intendenti dell'Imperatore di Giada come definito nella Scuola dei Maestri Celestiali (anche nota come Scuola dei cinque chicchi di riso  五斗米道 S, Wǔ Dǒu Mǐ DàoP) del taoismo, secondo la quale, inoltre, gli imperatori-ufficiali erano il veicolo del mandato celeste che permetteva ai templi, nei tempi antichi, di offrire il Sacrificio al Cielo. L'incensiere utilizzato è talvolta chiamato, per questo motivo, "Fornace dei Tre Regni" o "Fornace dei Gong dei Tre Regni".[5]
- gli Hakka di Taiwan (una popolazione di etnia Han migrata nell'isola dal Fujian e dal Guangdong) chiamano il Tiangong "Buddha da parete", "Culto del cielo" e "Pagoda [Tiangong]". Lo posizionano sul lato interno sinistro della porta d'ingresso o nella rientranza del pilastro a muro, contrassegnando la posizione con scritte su carta rossa "Posizione divina dell'Imperatore di Giada" o "Posizione dell'incenso benedicente del Dio celeste" (v.si Tavoletta degli spiriti).[5] Un nome alternativo per l'incensiere era "Sun Gong" o "Dio Sole", come metafora della loro avversione per la dinastia Qing (1636–1912) che conquistò Taiwan nel 1683 stroncandovi l'ultima roccaforte della dinastia Ming (1368–1644) cui avevano sottratto il dominio sulla Cina.[4]
- gli abitanti delle Matsu (migranti Han del Fujian spostatisi nel piccolo arcipelago dello Stretto di Taiwan al tempo della dinastia Yuan, 1279–1368) posizionano il Tiangong davanti alla porta d'ingresso per adorare gli dèi del cielo. La posizione è sul lato sinistro della porta, cioè il lato del drago.[6] Elementi decorativi dell'incensiere servono come simboli della professione svolta dal padrone di casa: pesci per i pescatori, pergamene per gli educatori pubblici, ecc. in genere, per inchiodare i lati delle porte vengono comunemente utilizzate lattine di ferro pulite avvolte in carta rossa o decorate con fiori recisi di carta.[7] Prima di adorare gli dei (o gli antenati), l'incenso dovrebbe essere offerto agli dei (o agli antenati) in ordine.

Inoltre, in generale, le famiglie adorano principalmente gli dèi della famiglia nel loro tempio ancestrale, quindi non installano un Tiangong a casa. Secondo la tradizione, se installi un simile incensiere nella tua casa, stai allestendo un altare del palazzo per paura di attirare Goryō a casa tua per cercare giustizia.

### Uso templare

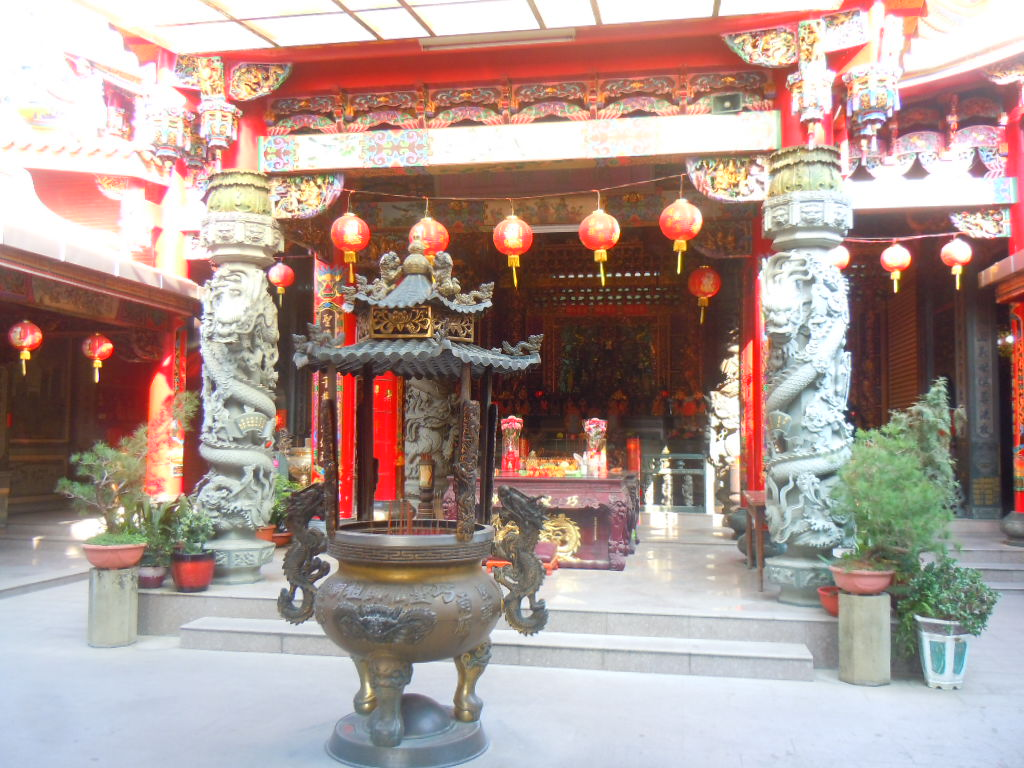
Disposizione tipica del Tiangong: due piedi rivolti verso l'interno e uno verso l'esterno.

La posizione e le dimensioni del Tiangong possono cambiare a seconda dell'edificio templare presso cui è collocato (es. nel cortile o davanti al padiglione fuori dal tempio) ma ci sono regole di disposizione comuni:
- dev'essere posizionato con il cielo in vista;
- deve avere tre piedi, simboleggianti la triade zodiacale Tigre (cielo), Cavallo (terra) e Cane (uomo);
- deve avere due dei tre piedi rivolti verso l'interno del tempio ed il restante verso l'esterno.[4]